# Stolni tenis u Kini
Stolni tenis (službeni naziv športa u Kini je Ping Pong - 乒乓) danas je najveći amaterski šport u Kini s 300 milijuna igrača.

## Međunarodni rezultati
Kineski reprezentativni stolnotenisači i stolnotenisačice su najuspješniji igrači u povijesti svjetskih prvenstava. U obje konkurencije imaju po 17 osvojenih prvih mjesta. Uspon kineskog stolnog tenisa počeo je 1959. odnosno 1961. kada je prvi puta Kina bila domaćin jednog svjetskog prvenstva. 1959. u Dortmundu po prvi puta jedan Kinez je osvojio prvo mjesto na SP, bio je to Rong Guotuan u muškom singlu. Kina je bila domaćin SP 1961. godine i tada je muška reprezentacija po prvi puta osvojila prvo mjesto. U Ljubljani 1965. i muška i ženska reprezentacija osvajaju prvo mjesto. Od tada u samo četiri navrata Kina nije imala niti jednu pobjedničku reprezentaciju. Osim SP u Pekingu 1961. Kina je bila organizator još dva SP i to 1995. u Tianjinu i 2005. u Guangzhou.